# 浦添市立神森中学校
浦添市立神森中学校（うらそえしりつ かみもりちゅうがっこう）は、沖縄県浦添市内間一丁目にある市立中学校。略称は「神中」。2002年2月には創立30周年を記念して赤瓦を用いた新校舎に建て替えられた。

## 沿革
- 1972年 - 市の人口増加のため仲西中学校から分離・開校。

## アクセス
経塚バス停
- 91番・城間（南風原）線　（東陽バス）
- 191番・城間（一日橋）線　（東陽バス）

沢岻入口バス停
- 55番・牧港線　（琉球バス交通）
- 56番・浦添線　（琉球バス交通）

## 出身有名人
- 宇沙美ゆかり（元アイドル歌手、元女優）
- 仲間由紀恵（女優）
- 東江太輝（ハンドボール選手）
- 東江雄斗（ハンドボール選手）

## 区域小学校
- 浦添市立内間小学校
- 浦添市立神森小学校
- 浦添市立宮城小学校
- 浦添市立沢岻小学校

## 事件
1993年6月、中学2年生の男子が、同中学の生徒8名による集団暴行で殺害される事件が発生した。